# لوید هیوز
لوید هیوز (انگلیسی: Lloyd Hughes؛ ۲۱ اکتبر ۱۸۹۷ – ۶ ژوئن ۱۹۵۸) یک هنرپیشه اهل ایالات متحده آمریکا بود.
از فیلم‌های او می‌توان به زیبایی آمریکایی اشاره نمود.